# Eugenio Bersellini
Eugenio Bersellini (Borgo Val di Taro, 1936. június 10. – Prato, 2017. szeptember 17.) olasz labdarúgó, fedezet, edző.

## Sikerei, díjai
Edzőként
 Internazionale
- Olasz bajnokság (Serie A)
  - bajnok: 1979–80
- Olasz kupa (Coppa Italia)
  - győztes: 1978, 1982

 Sampdoria
- Olasz kupa (Coppa Italia)
  - győztes: 1985

 Al-Ittihad
- Líbiai bajnokság
  - bajnok: 2001–02